# Jan Metzler

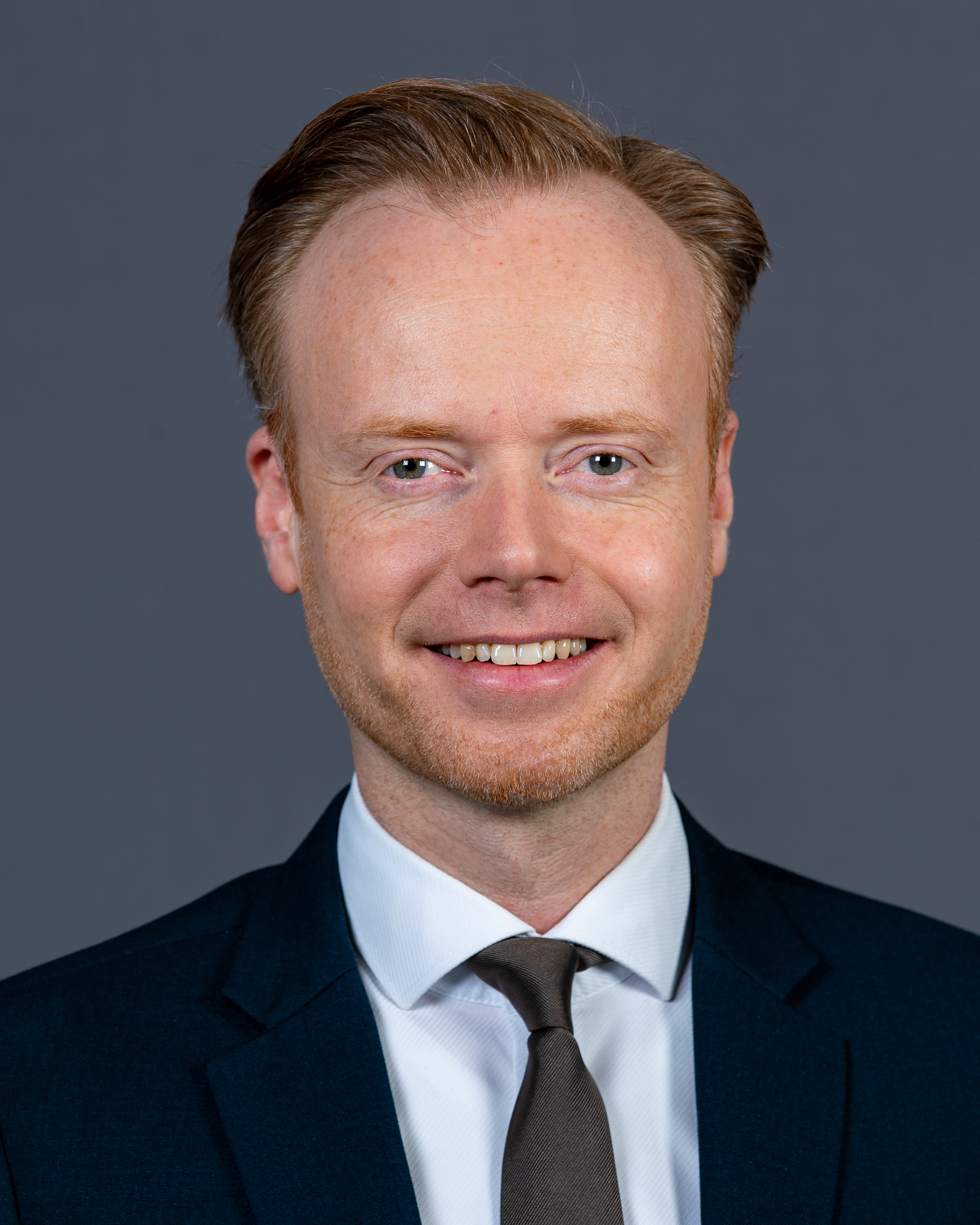
Jan Metzler (2020)

Jan Metzler (* 5. Juli 1981 in Worms) ist ein deutscher Politiker (CDU), Winzer und Diplom-Betriebswirt. Am 22. September 2013 kandidierte er als Direktkandidat für den Bundestagswahlkreis Worms. Mit 42,0 Prozent gewann er als erster Direktkandidat der CDU diesen Wahlkreis, der zuvor seit 1949 immer von der SPD gewonnen worden war.
Bei der Bundestagswahl 2017 verteidigte er seinen Wahlkreis und wurde mit 41,1 Prozent der Wählerstimmen als direkt gewählter Abgeordneter bestätigt. Auch bei der Bundestagswahl 2021 zog Metzler mit 32,2 Prozent erneut als direkt gewählter Abgeordneter in den 20. Deutschen Bundestag ein.

## Leben
Metzler besuchte von 1988 bis 1992 die Von-Dalberg-Schule in Dittelsheim-Heßloch. Danach ging er auf die Realschule Osthofen, wo er 1998 seine Mittlere Reife erlangte. Anschließend begann er eine Berufsausbildung zum Winzer und trat damit in die Fußstapfen seines Vaters Helmut Metzler, um das familiäre Weingut zusammen mit seiner Schwester Julia, die 2006/07 Rheinhessische Weinkönigin war, zu übernehmen. Nach der Ausbildung zum Winzer 2001 holte er die Fachhochschulreife an der Fachoberschule Bad Kreuznach nach. Von 2003 bis 2004 absolvierte er einen Fernlehrgang in der Fachrichtung Eventmanagement. An der Fachhochschule Worms belegte er bis 2008 den Studiengang Handelsmanagement – Diplombetriebswirt und danach den Studiengang International Management, den er 2010 mit dem akademischen Grad Master of Arts abschloss. An der Fachhochschule Worms war er von 2005 bis 2008 studentische Hilfskraft mit Schwerpunkt Personalmanagement und ist seit 2008 dort Koordinator für internationalen Studentenaustausch. Zudem ist er Mitglied des Fachbeirates des Studienganges „International Management / Handelsmanagement“.
Metzler ist ledig und evangelischer Konfession.

## Im Bundestag
Von 2013 bis 2017 gehörte Jan Metzler dem Ausschuss für Wirtschaft und Energie sowie dem Unterausschuss Regionale Wirtschaftspolitik und ERP-Wirtschaftspläne als ordentliches Mitglied an. Stellvertretendes Mitglied war er im Auswärtigen Ausschuss sowie im Unterausschuss "Abrüstung, Rüstungskontrolle und Nichtverbreitung". Zudem zählt er zu den 75 Unionsabgeordneten – 68 von der CDU (26,9 % aller CDU-Abgeordneten) und 7 von der CSU (12,5 % aller CSU-Abgeordneten) – die Ende Juni 2017 für die Gleichgeschlechtliche Ehe gestimmt haben.
Für den 19. Deutschen Bundestag ist Metzler wieder als ordentliches Mitglied im Ausschuss für Wirtschaft und Energie sowie im Unterausschuss Regionale Wirtschaftspolitik und ERP-Wirtschaftspläne vertreten. Er ist zudem Mitglied der Enquete-Kommission „Künstliche Intelligenz“ sowie stellvertretendes Mitglied des Auswärtigen Ausschusses sowie der Interparlamentarischen Union. Ab dem 24. April 2018 bis zum Ende der Legislaturperiode war Metzler Beisitzer im Vorstand der CDU/CSU-Bundestagsfraktion.
Im 20. Deutschen Bundestag ist Metzler wieder als ordentliches Mitglied im Wirtschaftsausschuss tätig. Zudem wirkt er als stellvertretendes Mitglied im Auswärtigen Ausschuss sowie im Ausschuss für Digitales mit.

## Engagement außerhalb des Deutschen Bundestags
Politische Mandate
- seit 2004: Mitglied des Kreistags Alzey-Worms
- 2004 bis 2017: Mitglied des Verbandsgemeinderats Wonnegau
- 2004 bis 2014: Mitglied des Ortsgemeinderats Dittelsheim-Heßloch
- 2017 bis 2021: Mitglied im Fraktionsvorstand der CDU/CSU-Bundestagsfraktion

Politische Ämter
- seit 2022: Stellvertretender Vorsitzender des CDU-Landesverbandes Rheinland-Pfalz
- 2016–2019: Kreisvorsitzender der CDU Alzey-Worms, seit 2019 Stellvertreter
- 2009 bis 2013: Vorsitzender der Jungen Union Rheinhessen-Pfalz
- 2003 bis 2012: Kreisvorsitzender der Jungen Union Alzey-Worms
- seit 2001: Mitglied im CDU-Bezirksvorstand Rheinhessen-Pfalz
- seit 2000: Mitglied im CDU-Kreisvorstand Alzey-Worms

Ehrenamtliches Engagement
- seit 2023: Vorsitzender des Beirates für Handel und Verbraucherschutz bei der Gesellschaft zum Studium strukturpolitischer Fragen e.V., Berlin
- seit 2018: Präsident der THW-Landesvereinigung Rheinland-Pfalz e.V.
- seit 2011: Mitglied im Bundesvorstand des Jungen Wirtschaftsrates bis 2017
- seit 2008: stellvertretender Landesvorsitzender des Jungen Wirtschaftsrates im Wirtschaftsrat Rheinland-Pfalz bis 2017
- seit 2006: Mitglied der Deutsch-Ukrainischen Gesellschaft für Wirtschaft und Wissenschaft, seit März 2024 Vizepräsident
- seit 2004: Jugendschöffe am Amtsgericht Worms bis 2014
- seit 2003: Mitglied der Mainzer Ranzengarde

## Sonstiges
Jan Metzler ist einer von sechs rheinland-pfälzischen Jungpolitikerinnen und Jungpolitikern, die im Rahmen des Bundestagswahlkampfs 2017 für die Dokumentation Die Kandidaten (2018) begleitet wurde. Der Film des Regisseurs Michael Schwarz feierte am 29. September 2018 im Capitol in Mainz seine Premiere.